# Juan López Fernández
|  | «Juan López Fernández» redirigeix aquí. Vegeu-ne altres significats a «Juan López Fernández (desambiguació)». |

Juan López Fernández   (Toral de los Vados, 13 de març de 1939) més conegut com a Jan , és un dibuixant de còmics, autor de diversos personatges entre els quals destaquen Pulgarcito i Superlópez.

## Biografia

### Infància i primeres passes (1939-59)
Jan va néixer a la localitat de Toral de los Vados, però durant la seva infantesa es va traslladar amb la seva família a Catalunya, residint a la ciutat de Barcelona. Havent quedat completament sord des dels sis anys, els seus pares el van encoratjar des del principi perquè es dediqués al dibuix, en què la seva carència no suposava un problema. Després d'estudiar delineació mecànica i treballar en una fàbrica d'insígnies i plaques de metall, l'autor va començar a partir de 1956 a treballar professionalment als Estudis Macián com a retolista aprenent l'ofici d'animador, alhora que realitza els seus primers treballs al món del còmic col·laborant amb la revista Yumbo d'Hispano Americana d'Edicions, en què va haver d'imitar l'estil de Gin per imposició de l'editorial. Aquests treballs els signava amb el pseudònim de López.

### Estada a Cuba (1959-69)
En 1959, en emigrar amb la seva família a Cuba, entra a treballar a l'Havana a la Televisió Cubana i més tard a l'ICAIC (Institut Cubà d'Art i Indústria Cinematogràfics) com a tècnic assessor i dibuixant animador, on es va relacionar amb futurs grans de l'animació cubana com Juan Padrón. Va compaginar aquests treballs amb la realització de còmics en diverses publicacions juvenils tals com Pionero, Mella, Din Don o Muñequitos. En aquest país Jan signa els seus treballs amb el pseudònim Juan José.

### Un nou començament (1969-79)
Deu anys després, de tornada a Barcelona casat i amb dos fills, col·labora en revistes com Gaceta Junior i Strong, continuant personatges com Lucas y Silvio, dos viatgers especials, i creant Don Viriato, després rebatejat com a Don Talarico.
El 1973 rebrà l'encàrrec per part d'Antonio Martín de realitzar una obra que servís de paròdia a Superman per a una petita editorial barcelonina anomenada Euredit. La desenvolupa a manera de tires en format apaïsat i en blanc i negre, com a acudits curts i muts, el protagonista dels quals és un esbós del seu personatge més conegut: Superlópez.
El 1974 aconsegueix col·locar-se a l'editorial Bruguera gràcies a Miguel Pellicer, a qui va conèixer als Estudis Macián, i amb guions propis, de Conti (que en la majoria dels casos es va negar a signar o ho va fer amb el pseudònim de Pepe) i de Jaume Ribera crea sèries com Doroteo i Felipe Gafe. Un any després s'encarrega ja de la Col·lecció Cole-Cole, amb guions de Francisco Pérez Navarro (que aleshores signava com a Efepé), i d'il·lustrar historietes i troquelats sobre els personatges de dibuixos animats més famosos de la televisió, com Heidi (1975-76), Marco (1977) i L'Abella Maia (1978).
El 1978, Bruguera li encarrega un nou personatge per a l'editorial. Jan recupera al seu personatge Superlópez per a l'ocasió, però a causa de les fortes restriccions de la direcció renuncia a fer els guions, dels quals s'encarregaran guionistes de l'editorial entre els quals hi ha Conti o Pérez Navarro. Aquestes històries es caracteritzen per estar realitzades en una pàgina, amb vinyetes minúscules i sota la forta influència dels recurrents acudits de l'humor de l'escola Bruguera. Les seves dues obres més ambicioses d'aquest any seran, No obstant, Nosaltres, els Catalans i sobretot Les aventures de Pasolargo, produïdes, sota guions de Pérez Navarro, amb destinació a l'Editorial Plan i el suplement Espolique.
Encara en 1979 seguirà realitzant col·leccions diverses com Buenos días, Yo Seré i adaptacions de contes infantils (El Príncipe Azul), però aquest mateix any una sèrie de canvis en la direcció de l'editorial Bruguera, permetran a tots dos autors gaudir de més llibertat, començant a donar forma a la versió definitiva de Superlópez: històries de 62 o 48 pàgines dividides en capítols i amb vinyetes grans en color, més properes al model franc-belga que a l'espanyol de llavors. Aquest personatge es convertirà en un referent a nivell nacional de les paròdies de superherois nord-americans.

### La maduresa (1980-1985)
Després de dues aventures llargues de Superlópez, Jan decideix prescindir dels guions d'Efepé en 1980 i usar els seus propis. És llavors quan les històries de Superlópez deixen de banda la paròdia de superherois per ficar-se de forma progressiva en temàtiques que més interessen a l'autor. Jan iniciarà els seus guions propis amb històries humorístiques plena de detalls absurds sobre la vida quotidiana de López (personalitat pública del personatge), combinant-ho amb elements de ciència-ficció. Aquests primers números dels anys vuitanta seran els que donin més fama al personatge i a l'autor i els més recordats per aquella generació que el va veure néixer.
El 1981, Bruguera va demanar a diversos autors la creació d'una mascota per a la seva revista Pulgarcito. Jan presenta un nen homònim que estava inspirat en el famós personatge de contes per a nens però portat a l'època actual. Per a sorpresa de l'autor, la direcció acaba seleccionant Pulgarcito. Ja que tant el dibuix com els elaborats guions i l'entintat els realitza ell mateix, i afegint que la periodicitat de la publicació és setmanal, el Jan es veu obligat a lliurar-se a un treball extenuant i a paralitzar completament la producció de Superlópez. Després de dos anys treballant en aquesta publicació, havent adaptat dotzenes de contes infantils i escenaris de ciència-ficció, la sèrie és continuada durant un breu període pel seu fill gran Juanjo.
Davant la crisi econòmica desencadenada a Bruguera, Jan comença a simultaniejar-la amb altres editorials. Així, per a Ediciones Druida crea els personatges Cab Halloloco i Los últimos de Villapiñas el 1982 i Lurgk de Turgk el 1983 per a la revista Jauja, a més d'il·lustrar la col·lecció "Llibres de lectura fàcil i divertida" en què substitueix algunes paraules per imatges facilitar la lectura als més petits.
En 1984 publica Viceversa, Trotacosmos De Ida y Vuelta a la revista Rumbo Sur i el còmic eròtic «Laszivia» a A tope de Norma Editorial. Un any després, quedava finalista als Premis Haxtur en les categories "Millor historieta curta" per Viceversa i "Millor dibuix" per Viceversa i Superlópez .

### Després de Bruguera (1986-)

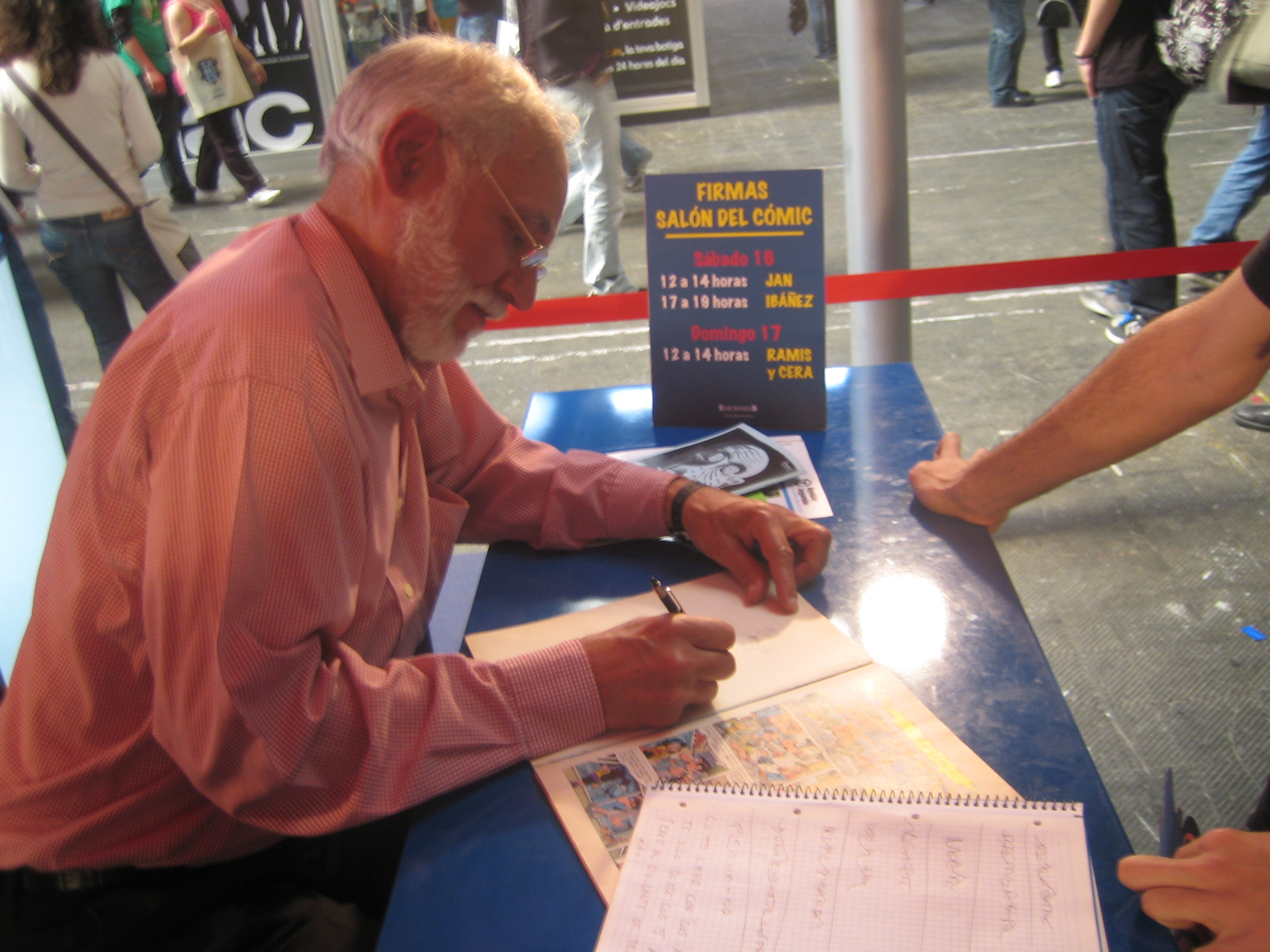
Jan al Saló del Còmic de Barcelona 2011

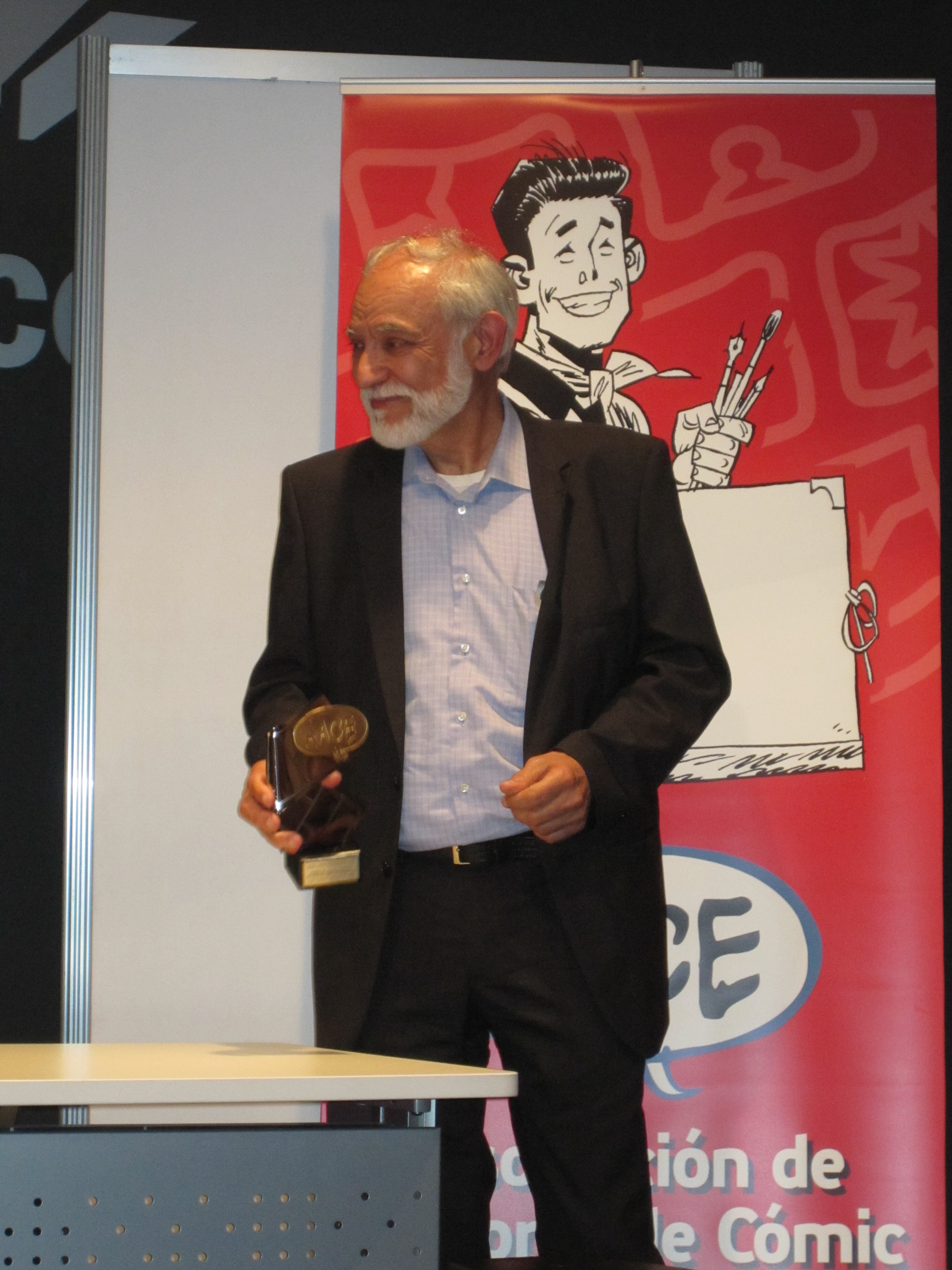
Lliura Jan del Premi en reconeixement de tota una carrera professional al còmic, de l'AACE.

El 1986 tanca Bruguera, fins aleshores l'editorial més important d'Espanya, per la qual cosa tant Jan com la resta dels seus autors passen una mala època en què alguns es plantegen fins i tot la possibilitat d'abandonar la professió. Aquest és el cas de Jan, que treballa com a animador dels Estudis Equip en sèries com Mofli, l'últim koala (1986), dirigida per Jordi Amorós.

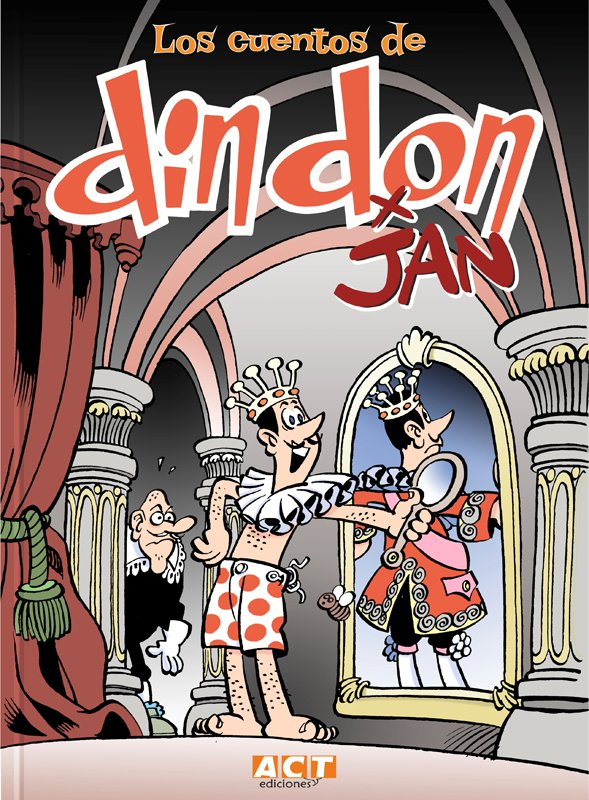
Els contes de Din Don (2015)

A l'any següent, però, el grup Zeta adquireix el fons editorial de Bruguera i a través del seu segell Ediciones B rellança la revista Superlópez, de manera que Jan pot reprendre la sèrie, donant a partir de llavors més importància a les històries que li interessa explicar que al personatge, portant-lo a través de viatges turístics molt documentats, protagonitzant adaptacions de clàssics com Viatge al centre de la Terra o La Divina Comèdia, fent crítica de la societat contemporània (sectes, dictadures, tràfic d'immigrants, guerres, consumisme, etc.) i alternant tot això amb algunes històries de ciència-ficció. Avui dia Superlópez és l'únic personatge de Jan que segueix gaudint de continuïtat, amb més de 50 números publicats, aventures infantils de dos bessons incloses, i una periodicitat semestral actual.
Jan no deixa, tanmateix, de crear esporàdicament altres historietes, com Superioribus (1988-89) per a Forum; Fechas mágicas (1990) amb guió de Miguel Ángel Nieto; les paròdies Si fos... i Phillip Marlobatón amb el pseudònim de Pikágoras i guió de Jaume Ribera per a les revistes Al Ataque! (1993) i El Chou (1994), Els bessons Superlópez (1994-1996), versió infantil de la seva sèrie estrella, o Pun Tarrota (2000) i Supertron (2002) per a !Dibus! i DibuComics. En aquest últim any comença a col·laborar amb la revista Amaníaco, publicant les sèries Situaciones Insólitas (2002-2003) i, amb guions de Raúl Deamo, Dies Moscosos (2008). També adapta el personatge Tadeo Jones d'Enrique Gato als àlbums Tadeo Jones i el Secret de Toactlum (2008) i El Rally París-Paká (2010), que compten amb guions propis i d'altres autors. Al setembre de 2011 publica la seva darrera obra Cederrom, un antic projecte que tenia, però que no va poder quallar.
El maig del 2002 rep el Gran Premi del Saló del Còmic de Barcelona que reconeix tota la seva trajectòria professional i el 2005 li és atorgat el Premi Ivà per l'Ajuntament de Cornellà de Llobregat (Barcelona). El 28 de desembre de 2012 es va anunciar que s'atorgava a Jan la Medalla d'Or al Mèrit de les Belles Arts concedida pel Ministeri de Cultura, a la qual va renunciar el 31 de desembre del mateix any per «ètica personal», a causa de les «circumstàncies socials i polítiques actuals». Va mostrar el seu suport al procés independentista català de 2017, realitzant dibuixos de "Superlópez del SI", en els que el personatge de Jan es mostrava a favor del referéndum de independència i a la separació de Catalunya com a estat (l'autor ja havia indicat prèviament que "Catalunya és una nació amb história, llengua i cultura própies").
Al febrer de 2022, l'editorial bruguera va publicar l'últim títol de les aventures de "Superlópez" amb l'obra titulada genèricament "Sueños frikis".

## Estil
Segons Francisco Tadeo Juan, l'autor té un «talent congènit, és un creador gràfic amb el qual se li demana a l'Humor, i aconsegueix atreure el públic sense cap grolleria».

## Valoració i premis
Al llarg de la seva trajectòria, Jan ha rebut els premis següents:
- Finalista als Premis Haxtur de l'any 1985 a les categories "Millor historieta curta" per Viceversa i "Millor dibuix" per Viceversa i Superlópez.[13]
- Gran Premi del Saló Internacional del Còmic de Barcelona, l'any 2002.[3]
- Premi Ivà 2005.[14]
- Premi d'honor d'Imaginamàlaga 2007.[15]
- XXXV Premi Diario de Avisos 2011 a la totalitat de la seva obra d'humor.[16]
- Premi a tota una carrera professional al còmic de l'AACE, l'any 2012.[17]
- Homenatge del XII Saló del Còmic de Getxo el 2013.[18]
- Botillo de Oro 2014.[19]
- Premi al Millor Dibuixant 2014 a la XV Setmana Internacional de Cinema Fantàstic de la Costa del Sol.[20]
- Premi Junceda d'honor 2014, atorgat per l'APIC.[21]
- Premi especial 2018 per una carrera professional dedicada al còmic a les IX jornades Autores en Viñetas, organitzades per l'associació Carmona en Viñetas.[22]